# 탈중앙화 신원증명
탈중앙화 신원증명(영어: decentralized Identifier, DID) 또는 분산아이디는 기존 신원확인 방식과 달리 중앙 시스템에 의해 통제되지 않으며 개개인이 자신의 정보에 완전한 통제권을 갖도록 하는 기술이다. 블록체인 기술을 배경으로 하는 DID는 DIF(Decentralized Identity Foundation)의 주도로 개념과 설계가 세워졌으며 W3C를 통하여 국제 표준(Decentralized Identifiers Standards)이 제정되고 있다. 대한민국에서는 코인플러그를 중심으로 한 마이키핀(MyKeepin) 서비스, SK텔레콤 등 통신사와 은행들이 연합한 이니셜(Initial), 라온시큐어가 개발한 옴니원(OmniOne), 아이콘루프의 마이아이디(MyID) 서비스가, 다이브 주식회사의 다이오스 (DAIOS)가 대표적인 DID 서비스이다. 해외에서는 Microsoft, 메타디움(Metadium), 소브린(Sovrin), 시빅(Civic) 등의 기업들이 DID 서비스 및 솔루션을 제공하고 있다.

## 개요
DID는 중앙화된 시스템이 배제되어 있는데, 분산원장 혹은 탈중앙화 시스템이 증명 과정을 대신하기 때문이다. 이는 기존 신원 확인과는 달리 개인정보의 소유자인 사용자가 관리하고 통제(CRUD)할 수 있다는 특징을 갖는다. W3C는 DID를 "분산 원장 기술 혹은 다른 형태의 분권형 네트워크에 등록되어 있기 때문에 중앙화된 등록 기관에 등록이 필요하지 않은 전 세계적으로 유일한 식별자"라고 정의하고 있다.

## 특징
DID는 블록체인을 기반으로 한 신원증명, 신원인증이다. 이용자 스스로 자신의 신원정보를 관리하고 통제할 수 있도록 하는 디지털화된 신원관리 체계다. 우리가 지갑에 주민등록증을 보관하고 필요할 때 꺼내 나를 증명하는 것처럼, 사용자가 퍼블릭 블록체인에 연동된 디지털 월렛에 내 개인정보를 담아 필요할 때 개인키를 입력해 나를 증명하는 방식임. 개인정보사용 및 제공의 주체가 기업에서 개인으로 변화하고 있는 상황에서 DID를 도입하면 개인이 특정 기관과 상호작용할 때, 신원주체가 그 흐름을 통제할 수 있어 신원정보를 투명하게 관리할 수 있다.

## DIF가 정의하는 DID 생태계[1]
- W3C 탈중앙화 신원확인시스템(W3C Decentralized Identifiers) : 사용자가 조직이나 정부와 독립적으로 만들고, 소유하고, 제어하는 아이디이다. DID는 공개키 자료, 인증 설명자 및 서비스 끝점을 포함하는 JSON 문서로 구성된 DPKI(한국어: 분산 공개 키 인프라; 영어: Decentralized Public Key Infrastructure) 메타데이터에 링크된 전 세계적으로 고유한 식별자이다.
- 분산 시스템(Decentralized systems) : DID는 DPKI에 필요한 메커니즘과 기능을 제공하는 분산 시스템을 기반으로 한다. 마이크로소프트는 다양한 블록체인 및 원장을 지원하는 DID 구현의 활발한 생태계를 구현하기 위해 커뮤니티에서 개발 중인 표준 및 기술 개발에 참여하고 있다.
- DID 사용자 에이전트(DID User Agents) : 실제 사용자가 분산 아이디를 사용할 수 있게 해주는 응용 프로그램이다. 사용자 에이전트 응용 프로그램은 DID 생성, 데이터 및 사용 권한 관리, DID 연결 클레임 서명 및 유효성 검사를 지원한다. 마이크로소프트는 DID 및 관련 데이터를 관리하기 위한 사용자 에이전트로 작동 할 수 있는 지갑과 유사한 앱을 제공한다.
- DIF 유니버셜 리졸버(DIF Universal Resolver) : DID 드라이버 컬렉션을 사용하여 구현 및 분산 된 시스템에서 DID에 대한 조회 및 해결의 표준 방법을 제공하고 DID와 연결된 DPKI 메타데이터를 캡슐화하는 DID Document Object(DDO)를 반환하는 서버이다.
- DIF 아이덴티티 허브(DIF Identity Hubs) : 신원 데이터 저장 및 신원 상호 작용을 용이하게 하는 클라우드 및 에지 인스턴스(예 : 휴대폰, PC 또는 스마트 스피커)로 구성된 암호화 된 개인 데이터 스토어의 복제된 메시이다.
- DID 증명(DID Attestations) : DID 서명 인증은 표준 형식 및 프로토콜을 기반으로 한다. 아이디 소유자는 소유권 주장을 생성, 제시 및 확인할 수 있다. 이것은 시스템 사용자 간의 신뢰의 토대를 형성한다.
- 분산 형 앱 및 서비스(Decentralized apps and services) : 신원 확인 허브 개인 데이터 스토어와 쌍을 이루는 DID는 새로운 종류의 앱 및 서비스를 만들 수 있다. 사용자의 ID 허브를 사용하여 데이터를 저장하고 부여 된 사용 권한의 범위 내에서 작동한다.[2]